# Charles Emil Rudbeck
Charles Emil Rudbeck, född 17 maj 1793 på Bredsjö i Järlåsa socken, död 1 november 1864 på Sollentunaholm i Sollentuna socken, var en svensk militär.
Charles Emil Rudbeck var son till major Olof Peter Rotenburg Rudbeck och friherrinnan Maria Charlotta Lybecker. Han blev konstituerad fänrik vid Skaraborgs lantvärnsbrigad 1808, konstituerad löjtnant där samma år och deltog i fälttåget mot Norge under året. Rudbeck blev 1809 fänrik vid Älvsborgs regemente, stabsfänrik vid andra gardet 1810, löjtnant i armén 1813 och löjtnant vid andra gardet 1815. Han deltog under fälttågen i Tyskland och Norge 1813 och 1814 och i slaget vid Grossbeeren, slaget vid Dennewitz och slaget vid Leipzig. Rudbeck blev 1817 kapten vid andra livgardet, kompanichef 1822, major i armén 1830 och major vid andra livgardet 1833, överstelöjtnant i armén 1836, överste där 1843 och var chef för Hälsinge regemente 1847–1856. Han blev generalmajor i armén 1856 och var generalbefälhavare i Femte militärdistriktet 1856–1861. Rudbeck blev 1826 riddare och 1858 kommendör av Svärdsorden.